# Линкольн (округ, Миннесота)
Ли́нкольн (англ. Lincoln County) — округ в штате Миннесота, США. Административный центр — Айванхо, крупнейший город — Тайлер. По переписи 2010 года в округе проживают 5896 человек. Площадь — 1419 км², из которых 1391 км² — суша, а 31 км² — вода. Плотность населения составляет 4,16 чел./км².

## Географическое положение
Линкольн расположен на юго-западе штата Миннесота на границе со штатом Южная Дакота. 2,1 % территории округа занято водоёмами.
Линкольн граничит с округами Йеллоу-Медисин (север), Пайпстон (юг), Брукингс (запад), Дуэл (северо-запад).

## История
В начале XIX века на юго-западе Миннесоты кочевали племена индейцев Сиу Сиссетоны и Вахпетоны. Первые европейские исследователи Джозеф Николлет и Джон Фримонт возглавляли группу учёных, которая пересекла территорию нынешнего округа Линкольн в 1838 году. Они выполняли часть государственной программы исследования региона между реками Миссисипи и Миссури. Земли оставались под управлением сиу до соглашения 1851 года, когда они перешли к штату. Летом 1862 года несколько человек поселились около озера Бентон. К концу 1860-х поселенцы распределились по территории округа. Постоянные жители прибыли в тауншип Бентона в 1868 году. За последующие 15 лет только несколько человек переселились на территорию округа. Весной 1875 года в Линкольне проживали 413 поселенцев, в основном исландского, датского и норвежского происхождения. Группа исландцев поселились около будущего города Айванхо в 1878 году.
Округ Линкольн был создан легислатурой Миннесоты 6 марта 1873 года из западной части округа Лайон, он был назван в честь Абрахама Линкольна. Первым окружным центром стал Маршфилд, основанный в 1873 году. Однако города Тайлер и Лейк-Бентон, благодаря расположению на железной дороге, развивались значительно быстрее. В 1881 году на голосовании жители округа выбрали Лейк-Бентон в качестве нового окружного центра. В 1900 году был основан город Айванхо, который стал окружным центром в 1904 году по результатам голосования.

## Население
В 2010 году на территории округа проживало 5896 человек (из них 50,2 % мужчин и 49,8 % женщин), насчитывалось 2574 домашних хозяйства и 1615 семей. Расовый состав: белые — 98,0 %, афроамериканцы — 0,1 %, коренные американцы — 0,2 %, азиаты — 0,2 и представители двух и более рас — 0,8 %. Согласно переписи 2014 года в округе проживал 5821 человек, из них 42,8 % имели немецкое происхождение, 19,2 % — норвежское, 12,1 % — польское, 9,1 % — датское.
Население округа по возрастному диапазону распределилось следующим образом: 22,3 % — жители младше 18 лет, 53,2 % — от 18 до 65 лет и 24,5 % — в возрасте 65 лет и старше. Средний возраст населения — 46,2 лет. На каждые 100 женщин в округе приходилось 100 мужчин, при этом на 100 совершеннолетних женщин приходилось уже 98,4 мужчин сопоставимого возраста.
Из 2574 домашних хозяйств 53,8 % представляли собой совместно проживающие супружеские пары (18,4 % с детьми младше 18 лет), в 5,1 % семей женщины проживали без мужей, в 3,8 % семей мужчины проживали без жён, 37,3 % не имели семьи. В среднем домашнее хозяйство ведут 2,24 человек, а средний размер семьи — 2,86 человека.
В 2014 году из 4682 трудоспособных жителей старше 16 лет имели работу 2989 человек. При этом мужчины имели медианный доход в 41 250 долларов США в год против 33 156 долларов среднегодового дохода у женщин. В 2014 году медианный доход на семью оценивался в 63 719 $, на домашнее хозяйство — в 49 122 $. Доход на душу населения — 25 764 $. 6,0 % от всего числа семей в Линкольн и 9,7 % от всей численности населения находилось на момент переписи за чертой бедности.
Динамика численности населения:
|  |

## Населённые пункты
Согласно данным 2010 года в округе Линкольн 5 городов и 15 тауншипов:
| Вид населённого пункта | Название      | Оригинальное название | Население, чел. (2010) | Площадь, км² | Площадь воды, км² | Площадь суши, км² |
| ---------------------- | ------------- | --------------------- | ---------------------- | ------------ | ----------------- | ----------------- |
| город                  | Айванхо       | Ivanhoe city          | 559                    | 2,3          | 0,1               | 2,3               |
| тауншип                | Алта-Виста    | Alta Vista township   | 175                    | 94,4         | 0,2               | 94,2              |
| город                  | Арко          | Arco city             | 75                     | 2            | 0,3               | 1,7               |
| тауншип                | Аш-Лейк       | Ash Lake township     | 151                    | 94,9         | 1,7               | 93,2              |
| тауншип                | Вердай        | Verdi township        | 206                    | 99,9         | 0,1               | 99,98             |
| тауншип                | Дайамонд-Лейк | Diamond Lake township | 207                    | 90,6         | 7,3               | 83,3              |
| тауншип                | Драммен       | Drammen township      | 118                    | 100,2        | 0,2               | 100,0             |
| тауншип                | Лаймстон      | Limestone township    | 136                    | 89,8         | 0,7               | 89,1              |
| город                  | Лейк-Бентон   | Lake Benton city      | 683                    | 12,0         | 2,2               | 9,8               |
| тауншип                | Лейк-Бентон   | Lake Benton township  | 241                    | 87,5         | 1,5               | 86,0              |
| тауншип                | Лейк-Стей     | Lake Stay township    | 156                    | 92,3         | 1,6               | 90,6              |
| тауншип                | Марбл         | Marble township       | 161                    | 94,7         | 0,3               | 94,4              |
| тауншип                | Маршфилд      | Marshfield township   | 242                    | 93,1         | 3,00              | 90,1              |
| тауншип                | Ройал         | Royal township        | 189                    | 87,7         | 2,2               | 85,5              |
| город                  | Тайлер        | Tyler city            | 1143                   | 5,2          | 0,1               | 5,1               |
| тауншип                | Хансонвилл    | Hansonville township  | 90                     | 87,5         | 0,9               | 86,6              |
| город                  | Хендрикс      | Hendricks city        | 713                    | 2,5          | 0,1               | 2,5               |
| тауншип                | Хендрикс      | Hendricks township    | 201                    | 94,5         | 3,6               | 90,9              |
| тауншип                | Хоп           | Hope township         | 272                    | 90,2         | 0,1               | 90,1              |
| тауншип                | Шокатан       | Shaokatan township    | 178                    | 99,3         | 4,4               | 94,9              |